# Colabata lybia
Colabata lybia är en fjärilsart som beskrevs av Druce 1898. Colabata lybia ingår i släktet Colabata och familjen silkesspinnare. Inga underarter finns listade i Catalogue of Life.